# 願證寺 (岐阜県垂井町)

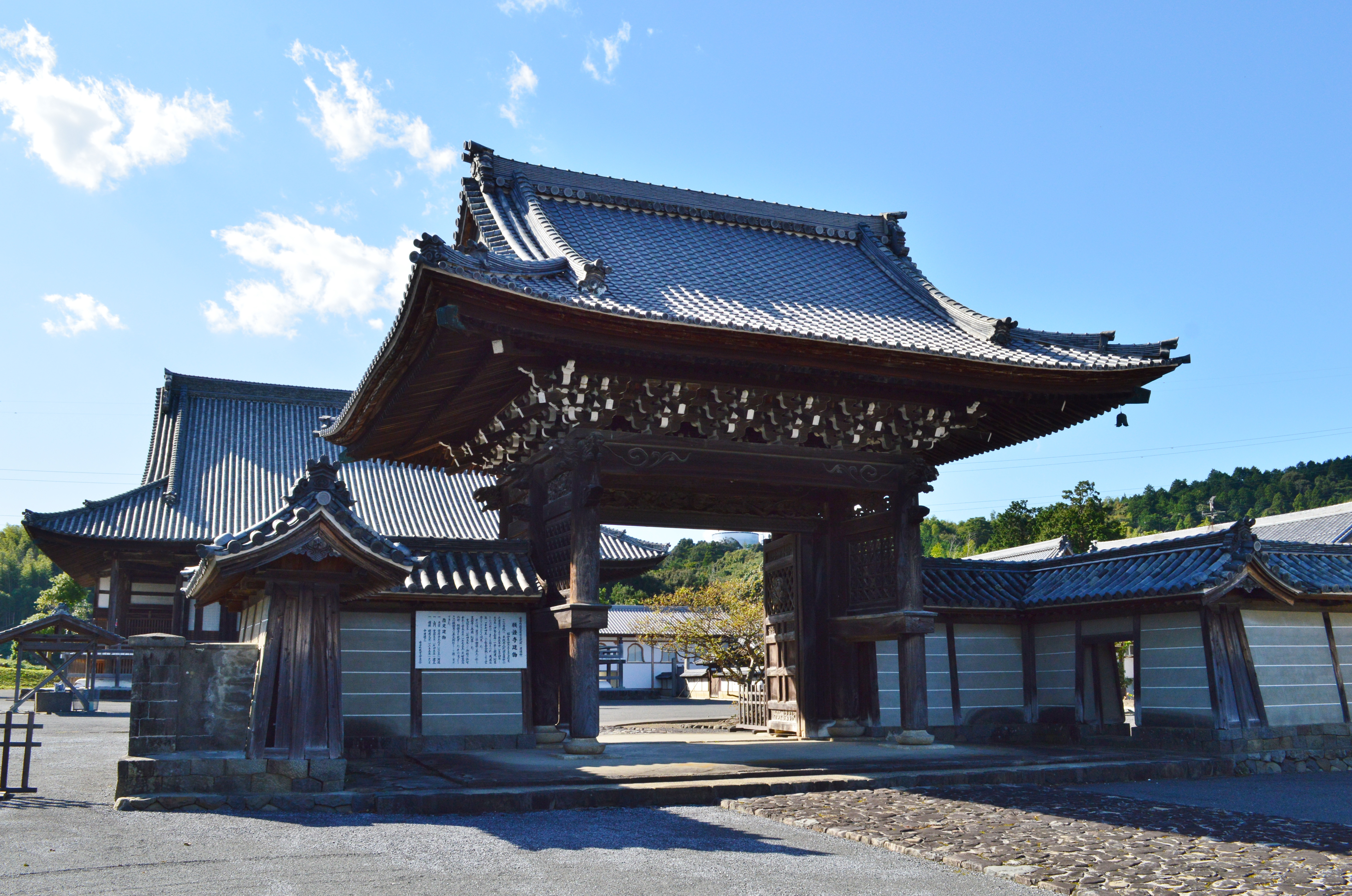
山門（垂井町指定文化財）

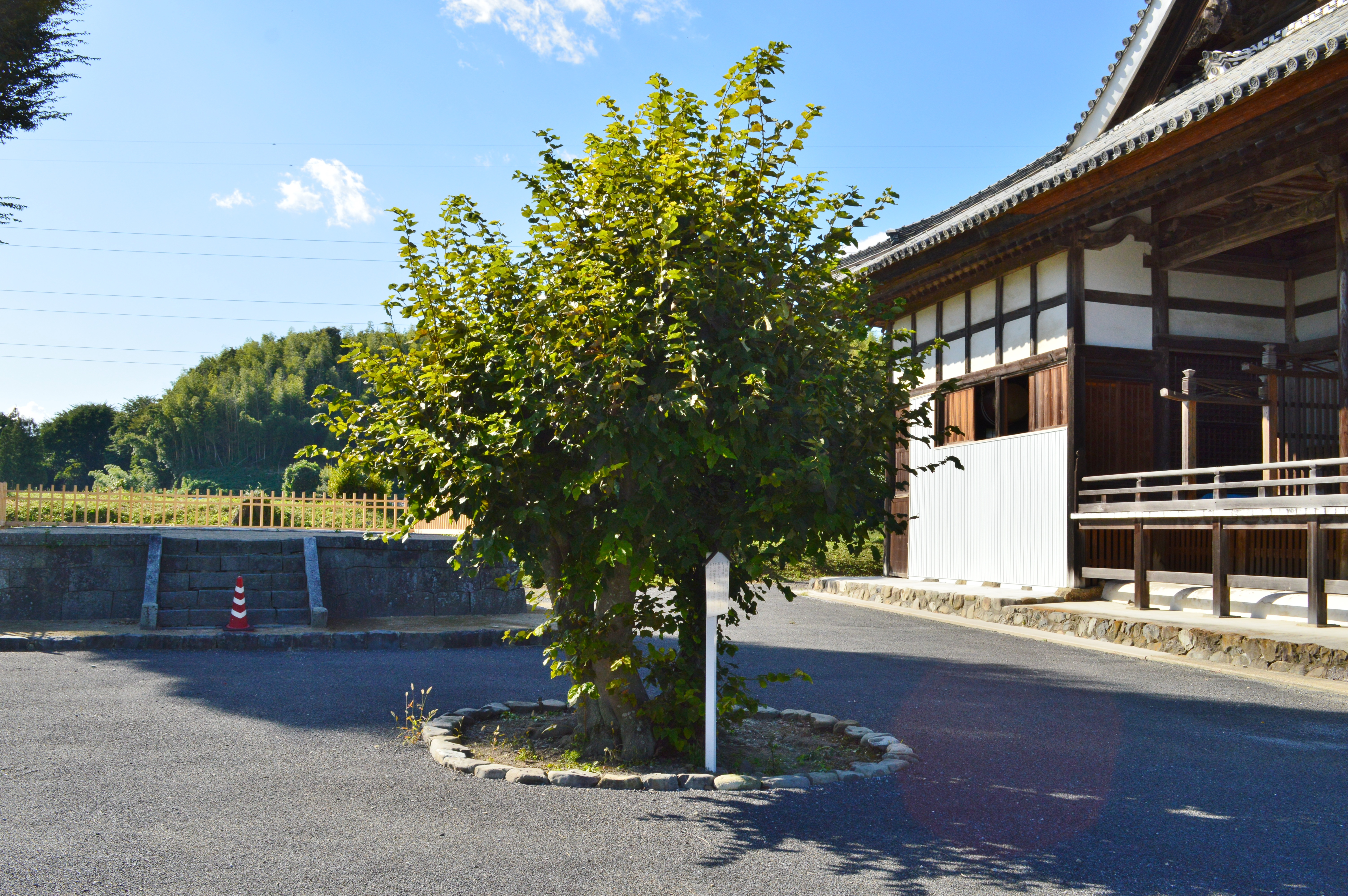
菩提樹
（垂井町指定天然記念物）

願證寺（がんしょうじ、願証寺）は、岐阜県不破郡垂井町平尾にある浄土真宗東本願寺派の寺院。「平尾御坊 願證寺」と称される。

## 歴史
文亀2年（1502年）、本願寺8世法主蓮如の6男で、長島願証寺を開いた蓮淳により、真徳寺として開基された。また、本願寺が東西に分派した際、美濃国安八郡三塚村の真徳寺（現大垣市三塚町所在）も東西に分かれ、教栄・准栄の兄弟は三塚真徳寺に残って西派（浄土真宗本願寺派）に属し、末弟の栄寿が不破郡平尾村に移り、平尾真徳寺を建て断然長男の本願寺12世教如につき、東派（真宗大谷派）に属した。、栄寿は慶長年間（1596年 - 1615年）に大垣藩主石川忠総から大垣中町に寺地を寄進され、真徳寺通所（後の大垣御坊開闡寺）を創建している。あるいは、蓮淳の次男実堯の次男証栄が、織田信長の長島攻めで長島願証寺が落城断絶した後、西美濃門徒の懇望により真徳寺を開創したともいう。なお、初めは不破郡赤坂村（現大垣市赤坂町）にあり、文禄5年（1596年）9月から慶長12年（1607年）10月までの間に平尾村に移ったとも見られる。
慶長19年（1614年）、本山の命により平尾真徳寺、西円寺（安八郡草道島村）、専勝寺（同郡小野村）、等覚坊（同郡高橋村）、永徳寺（同郡横井）の五ヶ寺が西美濃末寺を統制する触頭とされたが、元禄7年（1694年）には真徳寺一ヶ寺のみと改められた。一般的に当然の事ではあるが、他の四ヶ寺は触頭の継続を本山に陳情し、抜けがけして権威主義に走った真徳寺が触頭であることを良しとはしなかったが、享保3年（1743年）には、真徳寺は布教の中心である掛所となり、平尾御坊と称されるようになった。
安永2年（1773年）5月、9世真高のとき、伊勢長島願証寺の寺跡が久しく断絶しているのを憂いた東本願寺19世法主乗如の御命により、真徳寺を願證寺と改号された。一家衆として寺格もますます高くなり、西美濃の諸寺は本山東本願寺に不服を訴えたが、翌3年11月には本山が願證寺触下の300余の寺院に対して訓戒を下した。翌4年には、なおも不服を言う西円寺の賢淳と表佐宝光寺の顕秀に願證寺との和解を命じ、国元で二十日間の閉門を命じた。
一方、栄寿が創建した大垣中町の真徳寺通所は、寛永元年（1624年）3月に伝馬町に移転し、安永2年（1773年）に真徳寺が願證寺に改号されたのに伴い大垣掛所願證寺に改称した。大垣藩はこの大垣掛所を藩内の真宗寺院の統制の中心にしようと、願證寺から分離し本山の直接支配とするよう何度も嘆願したが、本山はこれも許可しなかった。しかし、嘉永5年（1852年）8月、藩主戸田氏正は願證寺の承諾を以て、甥の大井勝相を大垣掛所の住職にすることを本山東本願寺に上申し、同年10月に本山は大垣掛所を御坊格掛所として寺号を開闡寺と改め、勝相を住職に任命した。勝相は東本願寺21世法主厳如の猶子とされ、万延元年（1860年）に得度して、東本願寺連枝に准ぜられた。これにより、開闡寺は願證寺に替わって西濃の東本願寺末寺の総取締となり、勢力を強めることとなったという。
1979年（昭和54年）、願證寺は真宗大谷派より離脱し、東本願寺（旧・東京本願寺）法主を中心にした浄土真宗東本願寺派として今日に至っている。

## 行事
12月3日から8日まで報恩講が行われ、かつては西濃各地から多くの参詣者が集まり、境内にはサーカスや見世物、露店が並んだ。太平洋戦争前までは12月上旬の中日は付近の小学校は半ドンとなった。なお、甘い物がなかった時代、御坊参りの人々は家の軒先に吊るされていた甘干し（あまぼし）を買い求め土産としたので、家々は甘干しを家の前で小売するようになり、1960年から1961年（昭和35年から昭和36年）ごろまでは、経済連が中心となって盛んに出荷もされていたという。

## 文化財

### 垂井町指定文化財
- 有形文化財
  - 願證寺建物 3棟（建造物） - 本堂・山門・鐘楼の3棟。1959年（昭和34年）3月30日指定[13]。
- 天然記念物
  - 願證寺菩提樹 - 1980年（昭和55年）7月9日指定[13]。

### 垂井町登録文化財
- 願證寺大広間・御殿